# گازرسنگ
گازرسنگ، روستایی از توابع بخش مرکزی شهرستان نظرآباد در استان البرز ایران و در مجاورت استان قزوین است.زبان مردم این روستا ترکی است.

## جمعیت
این روستا در دهستان احمدآباد قرار دارد و براساس سرشماری مرکز آمار ایران در سال ۱۳۸۵، جمعیت آن ۵۱۲ نفر (۱۳۶خانوار) بوده‌است.